# Luiz Menezes
Luiz Maia de Bittencourt Menezes (* 1. April 1897 in Salvador; † unbekannt), oder kurz Luiz Menezes, war ein brasilianischer Fußballspieler auf der Position eines Stürmers. Er war zuletzt für Botafogo in Rio de Janeiro und die brasilianische Fußballnationalmannschaft aktiv.

## Karriere

### Verein
Seine gesamte Vereinskarriere verbrachte Menezes bei Botafogo in seiner brasilianischen Heimat. Hier spielte er u. a. mit Mimi Sodré, Arlindo Pacheco und Torjäger Nilo zusammen und wurde in den Jahren 1913, 1916 und 1918 Vizemeister der Regionalen Staatsmeisterschaft von Rio de Janeiro. Einen Titel konnte er während seiner bis 1921 andauernden Karriere bei Botafogo jedoch nicht gewinnen.

### Nationalmannschaft
Aus den Kader von Botafogo wurde Menezes, zusammen mit Verteidiger Osny und den Stürmern Mimi Sodré und Lulu Rocha, in das Aufgebot von Brasilien zur Campeonato Sudamericano 1916 berufen. Hier bestritt er alle Partien für die Südamerikaner und gab am 8. Juli 1916 im Spiel gegen die Auswahl von Chile (1:1) sein Debüt für die Seleção. Als einziger Spieler von Botafogo wurde er drei Jahre später in das Aufgebot der Seleção zum Campeonato Sudamericano 1919 berufen. Dort absolvierte Menezes am 11. Mai 1915 gegen die Auswahl von Chile (6:0) seinen letzten Einsatz im Trikot der brasilianischen Nationalmannschaft.